# 菲格罗拉德尔坎普
菲格罗拉德尔坎普，是西班牙加泰罗尼亚塔拉戈纳省的一个市镇。总面积23平方公里，总人口287人（2001年），人口密度12人/平方公里。